# Liesbeth Mau Asam
Liesbeth Eveline Mau Asam (* 9. April 1982 in Den Haag) ist eine ehemalige niederländische Shorttrackerin.

## Karriere
Sie kam über Eisschnelllaufen auf der Langbahn schließlich zum Shorttrack. Ihre ersten internationalen Titelkämpfe waren die Juniorenweltmeisterschaften 2000 und 2001. Dort schied sie jedoch in allen Einzelrennen nach dem Vorlauf aus. Im Februar 2003 debütierte Mau Asam schließlich im Weltcup. Mit der Staffel wurde sie auf Anhieb Dritte und erreichte ihr erstes Weltcuppodest. Als bestes Ergebnis in einem Einzelrennen zog sie über 1500 m ins Halbfinale ein. In Sofia bestritt sie erstmals die Teamweltmeisterschaft, verpasste dort mit den Teamkolleginnen aber das Finale. In der Saison 2003/04 startete Mau Asam nur bei den beiden Weltcups in Europa und erreichte über 1500 m jeweils das Halbfinale. In Göteborg nahm sie erstmals auch an der Individualweltmeisterschaft teil und verbuchte als bestes Ergebnis eine Viertelfinalteilnahme über 1000 m.
In der Saison 2004/05 konnte sich Mau Asam weiter verbessern. Bei drei Weltcups konnte sie in einem Einzelrennen ein Halbfinale erreichen. Bei der Europameisterschaft in Turin zog sie über alle drei Einzelstrecken ins Halbfinale ein, verpasste aber jeweils das Finale. Bei der Weltmeisterschaft in Peking erreichte sie über 1500 m dann ebenfalls das Halbfinale, was die beste WM-Einzelplatzierung ihrer Karriere werden sollte. Im Weltcup stagnierten ihre Leistungen in der folgenden Saison 2005/06. Erst durch eine gute Europameisterschaft in Krynica-Zdrój, wo sie zwei Finals erreichte, über 1500 m wurde sie Fünfte, über 3000 m Siebte, und im Mehrkampf Rang acht belegte qualifizierte sie sich für die Olympischen Spiele in Turin. Dort startete sie über alle drei Einzelstrecken. Im Vorlauf schied sie nur über 500 m aus, über 1000 m erreichte sie das Viertel-, über 1500 m das Halbfinale.
In der nacholympischen Saison gehörte Mau Asam nicht zum Weltcup-Kader. Sie startete erst wieder in der Saison 2007/08 wieder in internationalen Rennen. Im Weltcup konnte sie aber nicht überzeugen, bei sechs Weltcups waren zwei Halbfinalteilnahmen über 1500 m ihre besten Ergebnisse. Sie nahm an der Weltmeisterschaft in Harbin teil, schied dort aber in den Vorläufen aus. In der Saison 2008/09 stagnierten ihre Ergebnisse in Weltcup-Einzelrennen weiter. Erfolgreich war Mau Asam aber bei der Europameisterschaft in Turin. In der Staffel gewann sie die Bronzemedaille und damit ihre erste internationale Medaille. Mit dem Team wurde sie bei der Heimweltmeisterschaft in Heerenveen zudem Sechste. In ihrer letzten Saison 2009/10 startete Mau Asam noch einmal bei allen vier Weltcups, konnte jedoch maximal bis ins Viertelfinale vorstoßen. In der Staffel stellte Mau Asam im November 2009 mit Maaike Vos, Sanne van Kerkhof, Jorien ter Mors und Annita van Doorn in 4:13,135 min einen niederländischen Staffel-Rekord auf. Bei der Europameisterschaft in Dresden wiederholte sie in der Staffel den Gewinn der Bronzemedaille aus dem Vorjahr. Sie nahm in Vancouver an ihren zweiten Olympischen Spielen teil. Über 500 m und 1000 m überstand sie die Vorläufe nicht, erreichte aber mit der Staffel als Sieger im B-Finale Rang vier im Endklassement. Nach den Olympischen Spielen beendete Mau Asam ihre aktive Karriere.